# Il guardiano invisibile
Il guardiano invisibile (El guardián invisible) è un film del 2017 diretto da Fernando González Molina. È il primo film della Trilogia del Baztán ed è tratto dall'omonimo romanzo del 2013 scritto da Dolores Redondo.

## Trama
L'ispettore della Policía Foral, Amaia Salazar, ex agente dell'FBI, vive a Pamplona con il marito James, un artista americano. Ritorna nella sua città natale di Baztán, nei Paesi Baschi, per indagare sull'omicidio di una giovane adolescente di 13 anni, Ainhoa Elizasu. Ainhoa è stata trovata nuda nel bosco, il viso pulito, i capelli ben sistemati e un piccolo dolce appoggiato sul pube rasato. Amaia collega questo omicidio alla morte di Carla Huarte avvenuta sei settimane prima: Carla che era stata strangolata con lo stesso tipo di corda e su entrambi i corpi c'erano peli di più animali, una stranezza poiché nessuno dei corpi mostra segni di morsi; Amaia, quindi, teme che ci sia un serial killer all'opera.
Amaia e James si trasferiscono da sua zia Engrasi, che l'ha cresciuta per gran parte della sua vita. È accolta calorosamente da sua sorella Rosaura, che sta con Engrasi dopo un litigio con suo marito, Freddy. La relazione di Amaia è, invece, tesa con la sorella maggiore Flora, che con Rosaura ora gestisce l'azienda di famiglia, un panificio industriale. Flora ha da poco divorziato da suo marito, Victor, ed è risentita per Amaia, che per anni ha lasciato la famiglia per andare negli Stati Uniti. Flora accusa Amaia di aver abbandonato la madre malata di mente e violenta, Rosario, ora in una casa di cura: la madre aveva un vero e proprio odio patologico per Amaia. James apprende solo allora che Rosario non è morta, come affermava Amaia.
Amaia incarica il funzionario di polizia Jonan Etxaide di indagare per i 20 anni precedenti cercando eventi simili a quelli che si stanno verificando a Baztán: collega così diversi omicidi che crede possano essere stati commessi dallo stesso assassino. Chiede di cercare un maschio più anziano che probabilmente era stato represso sessualmente in gioventù e che avrebbe familiarità con le ragazze.
Il serial killer è soprannominato El Basajaún dai media, nome di una creatura mitologica basca. Engrasi insiste sul fatto che El Basajaún è reale ed è un protettore della foresta: una volta le ha salvato la vita quando era una ragazza, impedendole di cadere in una caverna.
Un'altra ragazza, Anne Arbizu, scompare: una sera Amaia è convinta di vedere Anne fuori dalla finestra a tarda notte, ma il giorno dopo il suo corpo viene scoperto nella foresta, sistemato nello stesso modo ritualizze, morta da circa 24 ore. Amaia scopre che Anne aveva una relazione con un uomo sposato più anziano, il cognato di Amaia, Freddy, che si rivela innocente.
Il dolce posizionato sui corpi è uno txantxigorri (in lingua basca txantxigorri opila), specialità locale. Flora afferma che è di altissima qualità, il che significa che potrebbe provenire solo da una manciata di panifici. Quando Amaia richiede un campione di farina per l'analisi, Flora le dà una farina diversa rispetto a quella utilizzata dal forno. Flora viene arrestata per intralcio alla giustizia, ma insiste sul fatto che stava semplicemente prendendo precauzioni poiché i lavoratori spesso portano a casa la farina. Il laboratorio della scientifica abbina anche la farina dei dolci a quella usato dal panificio di Rosaura, ma Amaia nasconde questa informazione alla polizia.
Un'altra ragazza scompare, ma Amaia viene rimossa dal caso dopo che il suo capitano ha scoperto l'insabbiamento relativo alla farina. Il detective Montés prende il suo posto, anche se Amaia sospetta che abbia una relazione personale con Flora e quindi sia anch'egli compromesso. Aloisius Dupree, un amico dell'FBI che Amaia sente telefonicamente, la incoraggia a guardare il caso con distacco, in modo da inquadrarlo nella sua interezza. Amaia ripensa alla sua infanzia, quando sua madre Rosario, in preda a una rabbia psicotica, tentò di ucciderla al forno; fu allora che Amaia fu portata dal padre a vivere con Engrasi.
Amaia va a trovare Rosario, che definisce Amaia "una cagna" e tenta di morderla. Viene a sapere che Rosario, ora immobilizzata a letto, aveva attaccato un'infermiera e l'aveva morsa chiamandola Amaia, e che suo cognato Victor la visita settimanalmente.
Amaia corre in auto a casa di Victor, ma cade con la macchina in un burrone durante un temporale. Si sveglia a terra lontano dalla sua auto e vede una grande creatura pelosa in lontananza prima di perdere di nuovo conoscenza. Al risveglio si ritrova a casa di Victor, che la attacca: sostiene di uccidere per pulire la valle della sporcizia morale. Amaia lo trafigge con le forbici e corre per liberare la ragazza scomparsa che è ancora viva e incatenata. Victor le segue e proprio mentre sta per uccidere Amaia, l'ex moglie Flora gli spara.
Diverse settimane dopo, Amaia e James rivelano a Rosaura ed Engrasi che diventeranno genitori.

## Distribuzione
È stato presentato a Pamplona il 22 febbraio 2017.
È disponibile sulla piattaforma Netflix.

## Accoglienza
Il film è stato uno dei film di maggior successo nel cinema spagnolo nella prima metà del 2017 con un totale di 583.603 spettatori.

## Sequel
Questo film ha avuto un primo seguito nel 2019, chiamato Inciso nelle ossa, e nel 2020 Offerta alla tormenta, entrambi diretti dallo stesso regista.